# Matty Hughes
Matthew Hughes (sinh ngày 17 tháng 7 năm 1992) là một cầu thủ bóng đá người Anh thi đấu ở  National League North, Chester.

## Sự nghiệp
Hughes khởi đầu sự nghiệp tại học viện Everton cho đến khi bị giải phóng hợp đồng năm 2012. Anh thi đấu bóng đá nghiệp dư cho Golborne Sports trở thành vua phá lưới nửa mùa giải trước khi gia nhập Skelmersdale United vào tháng 11 năm 2012. Anh gây ấn tượng cho đội bóng thi đấu ở Northern Premier League và trở thành cầu thủ ghi bàn xuất sắc giúp anh đến với Fleetwood Town vào tháng 1 năm 2014. Anh có màn ra mắt tại Football League ngày 22 tháng 2 năm 2014 trong thất bại 1-0 trên sân khách trước Mansfield Town. Anh trải qua hai mùa giải thi đấu cho mượn với Chester trong mùa giải 2014-15, có 26 lần ra sân. Cuối mùa giải, Fleetwood Town thông báo rằng họ không gia hạn hợp đồng với Hughes nữa.
Ngày 30 tháng 5 năm 2015, AFC Fylde thông báo đã kí hợp đồng với Hughes với thời hạn 2 năm.